# Milan Fijala
Milan Fijala (16. února 1877 Dunajská Streda – 16. ledna 1964 Bratislava) byl československý německojazyčný politik ze Slovenska a meziválečný senátor Národního shromáždění ČSR za Komunistickou stranu Československa.

## Biografie
Profesí byl kovodělníkem v Bratislavě.
V parlamentních volbách v roce 1925 získal za komunisty senátorské křeslo v Národním shromáždění. V senátu setrval do roku 1929. Projevy v parlamentu pronášel německy.